# Verbena intermedia
Verbena intermedia là một loài thực vật có hoa trong họ Cỏ roi ngựa. Loài này được Gillies & Hook. miêu tả khoa học đầu tiên năm 1830.